# Kerkenraad
De kerkenraad is het bestuur van een lokale kerkelijke gemeente in de verschillende protestantse gemeenten in Nederland. Een kerkenraad bestaat over het algemeen uit de ouderlingen en diakenen van een gemeente, de dominee, en soms kerkrentmeesters en vergadert regelmatig. De kerkenraad staat niet boven de dominee. De ambten van ouderling, diaken en dominee zijn gelijkwaardig. In de protestantse kerkorde is geen hiërarchie.  Allen werken gelijkwaardig samen. Het beheer over de wereldlijke goederen is in sommige kerken opgedragen aan een commissie van beheer, de leden daarvan zijn niet per se lid van de kerkenraad.
De kerkenraden zijn afgeleid uit het Nieuwe Testament van de Bijbel waar de ambten worden genoemd. Er waren oudsten met verantwoordelijkheid voor het zuiver houden van de Kerk, in leer en leven, en oudsten die bovendien het Woord moesten bedienen. De ambten zijn na de hervorming vanuit de Rooms-Katholieke Kerk, de Reformatie, door Johannes Calvijn ingesteld. Een van hun taken was het controleren van de predikant. De predikant moest Schriftuurlijk prediken.
Het ambt van ouderling en diaken is al door de apostel Paulus ingesteld.